# Józef Michalski (administrator)
Józef Michalski (ur. 28 lutego 1911 w Kąpielu, zm. 6 czerwca 1998 w Gorzowie Wielkopolskim) – polski ksiądz katolicki, administrator apostolski w Gorzowie Wielkopolskim.

## Życiorys
Święcenia kapłańskie otrzymał 3 czerwca 1939 w Gnieźnie, z rąk kardynała Augusta Hlonda. Podczas II wojny światowej przebywał na terenie Generalnego Gubernatorstwa. Po zakończeniu wojny powrócił do Gniezna, gdzie został proboszczem. Studiował wtedy na Wydziale Prawa Kanonicznego Katolickiego Uniwersytetu Lubelskiego. 1 października 1948 kardynał Hlond skierował go do zadań na terenie administratury apostolskiej w Gorzowie Wielkopolskim. Był tam kanclerzem kurii biskupiej. Po uzyskaniu tytułu doktora prawa kanonicznego (1 kwietnia 1949) został mianowany 28 października 1950 oficjałem Sądu Biskupiego w Gorzowie Wielkopolskim, który został utworzony dzień wcześniej. 7 lipca 1951 był inkardynowany do administracji apostolskiej. Od 7 stycznia 1958 (po śmierci biskupa Teodora Benscha) do 6 września 1958 pełnił funkcję wikariusza kapitulnego. Od 1 marca 1994 był oficjałem sądu biskupiego w Gorzowie Wielkopolskim. Z funkcji tej zwolnił go, na własną prośbę, biskup Adam Dyczkowski. Pełnił potem posługę kapelana Sióstr Maryi Niepokalanej w Gorzowie Wielkopolskim.  Zmarł w gorzowskim Hospicjum św. Kamila. Pogrzeb odbył się w  katedrze gorzowskiej, a ciało pochowano na cmentarzu komunalnym w Gorzowie Wielkopolskim (13B/20/15), obok ks. infułata Władysława Sygnatowicza  (13B/20/14).